# جوليو سيخا
جوليو سيخا (بالإسبانية: Julio Ceja)‏ (2 يونيو 1986 في المكسيك - ) هو لاعب كرة قدم مكسيكي في مركز الوسط. شارك مع منتخب المكسيك تحت 17 سنة لكرة القدم ومنتخب المكسيك تحت 20 سنة لكرة القدم. أما مع النوادي، فقد لعب مع كلوب ليون ونادي تيكوس وLobos BUAP ‏.

## وصلات خارجية
- جوليو سيخا على موقع الاتحاد الدولي (مؤرشف)  (الإنجليزية)
- جوليو سيخا على موقع قاعدة بيانات كرة القدم.إي يو (الإنجليزية)